# مرده یا زنده آلتیمیت
مرده یا زنده آلتیمیت (به ژاپنی: デッド・オア・アライブ・アルティメット, Deddo oa Araibu Arutimeto) با عنوان اولیهٔ زنده یا مرده آنلاین، یک بازی ویدئویی در سبک مبارزه‌ای از سری بازی‌های مرده یا زنده است که توسط استودیو تیم نینجا ساخته شده و به‌وسیلهٔ تکمو در سال ۲۰۰۴ برای کنسول ایکس‌باکس منتشر شده‌است. زنده یا مرده آلتیمیت ترکیبی از دو بازی قبلی این سری و دارای ویژگی‌های نسخه اول برای کنسول سگا ساترن، بعلاوه نسخه دوباره طراحی شده مرده یا زنده ۲ بود. بازی دارای پانزده شخصیت قابل انتخاب بود، پوشش‌های بیشتری برای شخصیت‌ها در دسترس قرار داشت، روند بازی سریع‌تر، گرافیک به‌طور قابل توجهی بهبود یافته بود و همچنین بازی قابلیت‌های فراوانی از جمله پشتیبانی از «لایو» بود که در آن بازیکنان می‌توانستند مبارزات خود را به صورت آنلاین انجام دهند.